# Valeriophonus nara
Valeriophonus nara är en spindeldjursart som först beskrevs av Valerio 1981.  Valeriophonus nara ingår i släktet Valeriophonus och familjen Thelyphonidae. Inga underarter finns listade i Catalogue of Life.